# Goyo Cárdenas
Gregorio Cárdenas Hernández (Ciudad de México, 1915 - Ciudad de México, 2 de agosto de 1999), también conocido como el Estrangulador de Tacuba o Goyo Cárdenas, fue un asesino en serie y necrófilo mexicano que se volvió una celebridad mediática en su país, debido a su presunta rehabilitación social.

## Infancia y juventud
Gregorio Cárdenas, también conocido como Modesto Flores, nació en la Ciudad de México en 1915. El daño neurológico que le provocó una encefalitis temprana fue factor decisivo para que mostrara un comportamiento anormal desde niño, especialmente crueldad hacia los animales desde los 15 años como el hecho de que mataba pollos poniéndolos en el quicio de la puerta y cerraba lentamente. Aunado a ello, Cárdenas tenía dificultad para controlar su esfínter y llegó a sufrir enuresis hasta los 18 años. Pese a estas condiciones, demostró tener un alto coeficiente intelectual y fue un alumno destacado desde su educación básica.
La familia de Gregorio al parecer tenía un historial de problemas mentales ya que el mismo padre de Gregorio presentaba fuertes migrañas hasta los 31 años, incluso 2 de las hermanas de Gregorio sufrían de ataques de epilepsia.
Descrito por sus compañeros de escuela como un niño tímido con una relación enfermiza con su madre pero que llegaba a quemar el cabello de sus compañeras e incluso ofrecer dulces con excremento.
A los 27 años, estudió química y, debido a su alto desempeño estudiantil, obtuvo una beca de Petróleos Mexicanos para continuar con su formación académica y colaborar con la empresa paraestatal.
Tiempo después se independizó de su madre y rentó una casa en la Ciudad de México, lugar donde posteriormente serían enterrados y descubiertos los cuerpos de sus 4 víctimas.

## Asesinatos
Cárdenas Hernández cometió sus asesinatos entre agosto y septiembre de 1942, debido a lo cual se le considera un asesino relámpago. El sobrenombre de "estrangulador de Tacuba" se debe a que su residencia estaba ubicada en el famoso barrio de Tacuba de la Ciudad de México.

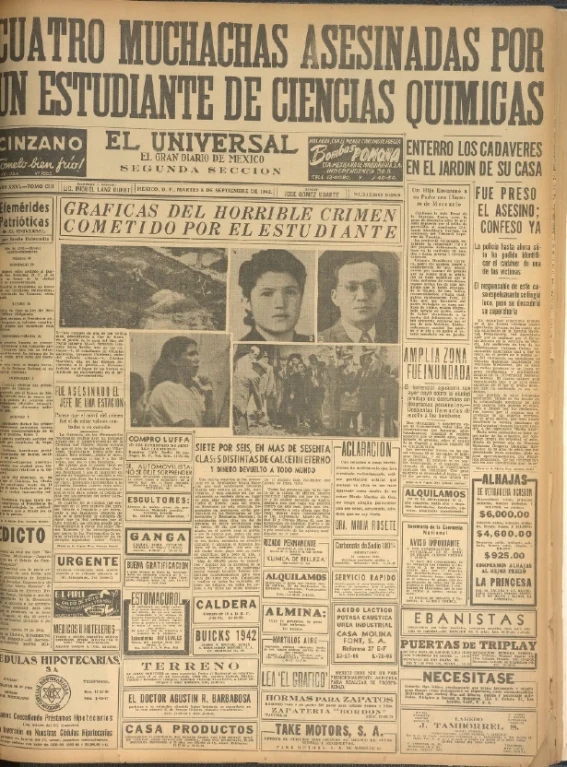

El 15 de agosto de 1942, recibió en su casa a una adolescente prostituta de 16 años llamada María de los Ángeles González y apodada "Bertha". Después de tener relaciones sexuales con ella, Cárdenas la estranguló con un cordón, la envolvió en un impermeable y enterró su cuerpo en su jardín en una fosa de 1 metro de profundidad. En los días siguientes asesinó a dos prostitutas menores más. Inicialmente, se identificó a la segunda como Raquel González León, de 14 años; sin embargo, meses después se descubrió que Raquel González aún vivía, y desde entonces se desconoce la identidad de la segunda víctima. Debido a la fuerte impresión por la noticia errónea, la hermana de González León falleció a causa de un infarto. La tercera prostituta asesinada, de nombre Rosa Reyes Quiroz, se negó a acostarse con él, intentó resistir al ataque y  finalmente perdió la vida, después de asesinarla practicó necrofilia con el cadáver y se cree que pueda haber hecho lo mismo con todos los cadáveres de su jardín.[cita requerida]

Finalmente, Cárdenas asesinó a Graciela Arias Ávalos, de 21 años, alumna de la Escuela Nacional Preparatoria de la Universidad Nacional Autónoma de México e hija de un reconocido abogado penalista mexicano, amiga de quien Cárdenas estaba enamorado. Debido al rechazo amoroso de Graciela y a una bofetada que le propinó por intentar besarla a la fuerza, el homicida la golpeó hasta la muerte en su automóvil, después llevó el cadáver a su casa y durmió con el, posteriormente la enterró en su jardín, junto al resto de las víctimas.
Se calcula que pudo haber cometido más asesinatos como el de una prostituta que fue hallada estrangulada en un hotel de la colonia Guerrero, un hotel que quedaba cerca de la casa de la madre de Gregorio el cual frecuentaba a menudo y que además que varias personas la vieron por última vez  con un cliente parecido a Gregorio.
Después de asesinar a sus víctimas, Cárdenas les inyectaba sustancias colorantes para que no fueran reconocidas por las autoridades aunque también algunas fuentes decían que experimentó procesos de momificación con las víctimas, pero las investigaciones no descubrieron ningún signo de ello.[cita requerida]

## Arresto

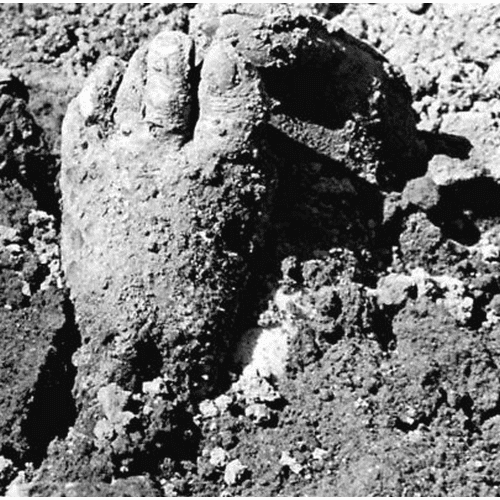

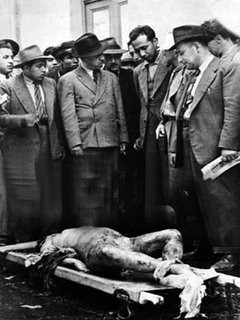

Después de la desaparición de Graciela, supo que vendrían a interrogarlo ya que varias personas la habían visto por última vez con él durante la cita que tuvo antes de haberla asesinado en su automóvil, por lo que el 7 de septiembre se internó en un centro psiquiátrico en la calle primavera en Tacubaya, explicando a los doctores de que había perdido la razón, un día después llegó un oficial al hospital  a interrogar a Gregorio sobre la desaparición de Graciela, en 15 minutos de interrogatorio, Goyo admitió el asesinato y mencionó que el cuerpo estaba en el jardín de la casa, después de entrar al jardín, notaron cómo sobresalía un pie de la tierra para después no solo encontrar el cuerpo de Graciela, sino 3 cuerpos más, después Gregorio siendo llevado a la delegación bajo arresto y redactando su propia declaración, aceptó los cargos aunque años después los negaría justificando que todo era una conspiración en su contra por sus enemigos del sindicato petrolero.

## Juicio
Mientras la defensa decía que Gregorio era inimputable por problemas mentales, los detectives hallaron en las escenas del crimen un diario donde encontrarían las notas donde se arrepentía de haber asesinado a Graciela , las descripciones de los homicidios y como cometía actos de necrofilia con los cuerpos, incluso varias fotos de Cárdenas vestido de Geisha con las que más tarde intentarían probar su enfermedad mental.    

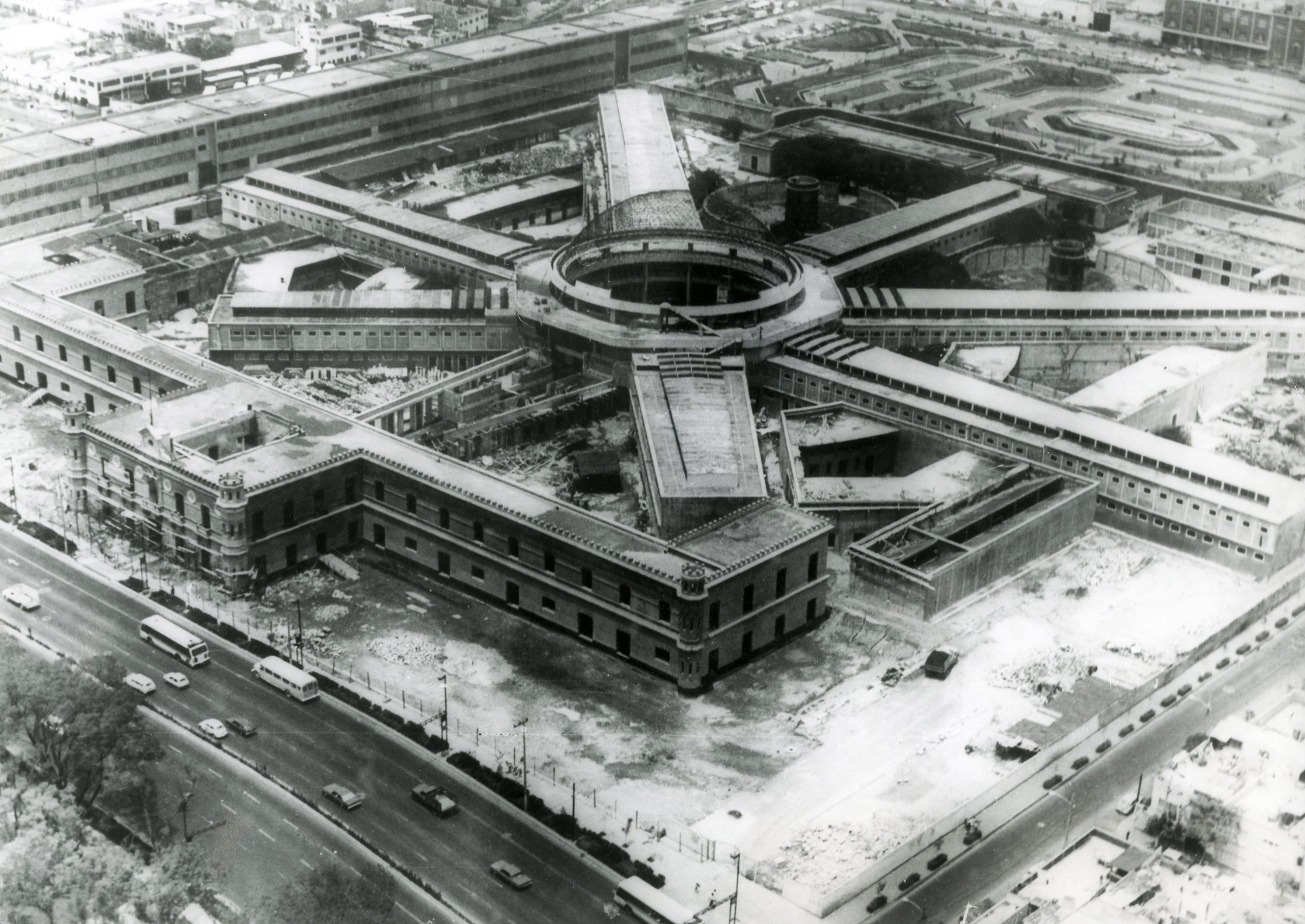

Le dictaron auto de formal prisión y enviado al Palacio de Lecumberri en el pabellón de los enfermos mentales aunque 1 día después sus abogados lograrían que fuera trasladado al manicomio general de La Castañeda, los psiquiatras lo medicarían con terapias electroconvulsivas y luego declararlo mentalmente competente.
2 años después escaparía del manicomio para huir a Oaxaca para luego ser reaprehendido mientras ejercía de maestro rural y ser encarcelado por segunda vez en el Palacio de Lecumberri.
Dentro de la prisión comenzó su carrera de derecho, mientras que su madre le llevó 200 libros de la carrera y un órgano dentro de su celda y ayudaba a otros reos con sus problemas legales a la vez de más de 70 pinturas como un mural en el penal Reclusorio oriente y vender revistas donde relataba los crímenes de diferentes reos del penal, también ahí conoceria a su segunda esposa y tendría 4 hijos con ella dentro del penal.

## Salida de prisión
El 8 de septiembre de 1976, el presidente Luis Echeverría Álvarez determinaría una celebridad por su presunta rehabilitación social y concederle un indulto presidencial y el Juez Raúl Gutiérrez Márquez determinó que Gregorio Cárdenas no fue legalmente responsable de sus delitos por Enfermedad mental hace 34 años atrás y sería puesto en libertad donde terminaría su licenciatura en derecho.

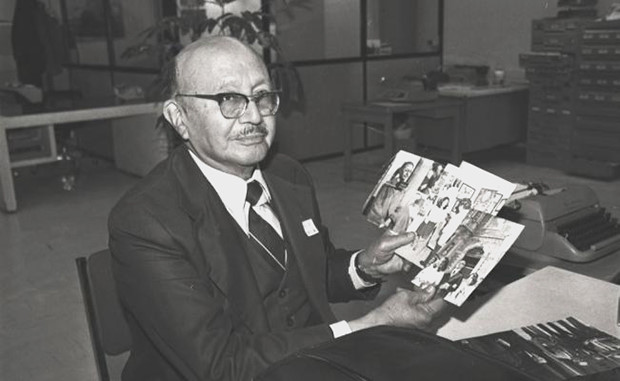

Tiempo después sería invitado a la Cámara de diputados donde sería presentado como un ejemplo de un criminal rehabilitado y poder incorporarse a la sociedad, sería homenajeado y ovacionado como un gran ejemplo para la sociedad mexicana hasta incluso tenían planes para dedicarle una estatua en su honor.
También fue invitado a exponer sus obras y venderlas, obras de teatros se mostraron como El Criminal de Tacuba la cual demandó por mostrar escenas de los asesinatos y referencias a su sexualidad por las imágenes de geisha que se descubrieron en su casa en 1942 y ganó la demanda.
Goyo Cárdenas moriría en 1999 por causas naturales a los 84.

## Licenciatura en Derecho
Tiempo después de salir de prisión, Cárdenas ingresó a la entonces Escuela Nacional de Estudios Profesionales Aragón (hoy FES Aragón) de la UNAM, donde se tituló en Derecho en 1982, con la tesis Insuficiencia de nuestra legislación en la inimputabilidad por ausencia o  disminución de capacidad mental.[cita requerida]